# Setaleyrodes
Setaleyrodes is een geslacht van halfvleugeligen (Hemiptera) uit de familie witte vliegen (Aleyrodidae), onderfamilie Aleyrodinae.
De wetenschappelijke naam van dit geslacht is voor het eerst geldig gepubliceerd door Takahashi in 1931. De typesoort is Setaleyrodes mirabilis.

## Soorten
Setaleyrodes omvat de volgende soorten:
- Setaleyrodes litseae David & Sundararaj, 1991
- Setaleyrodes mirabilis Takahashi, 1931
- Setaleyrodes quercicola Takahashi, 1934
- Setaleyrodes takahashia Singh, 1933
- Setaleyrodes thretaonai David, 1981
- Setaleyrodes vigintiseta Martin, 1999